# Hydnangiaceae
Hydnangiaceae is een botanische naam van een familie van schimmels. Volgens de Index Fungorum [24 februari 2009] bestaat de familie uit de volgende vijf geslachten: Hydnangium, Laccaria, Maccagnia,
Podohydnangium en Russuliopsis.
Soorten uit de familie zijn de amethistzwam (Laccaria amethystina) en de gewone fopzwam (Laccaria laccata).